# Pro Evolution Soccer 2009
El Pro Evolution Soccer 2009 (conegut abreujadament com a PES 2009) és l'últim lliurament de la saga Pro Evolution Soccer de Konami. Les primeres imatges del joc van ser mostrades el 23 de juny de 2008.
Llançat per als següents sistemes: Windows (PC), Wii, Nintendo DS, PlayStation 3, PlayStation 2, PlayStation Portable i Xbox 360.
Jon Murphy, cap del projecte de PES a Konami Digital Entertainment ha comentat sobre el joc que “L'anunci d'un nou PES és sempre un fet importantíssim per a Konami, però PES 2009 està cridat a reafirmar la superioritat de la franquícia”. Murphy també ha destacat: “Estem compromesos a ampliar el realisme en el nou joc amb un nombre important de millores en jugabilitat, amb les quals aconseguirem produir un joc de futbol que veritablement plasme tota la tècnica i done un pas més enllà dels jocs actuals”.

## Modes de joc
Exhibició: El mode més comú dels PES. L'usuari ha de triar un equip i un contrincant per a jugar un partit.
Ser Llegenda: És el segon mode de la llista on hauràs de crear el teu jugador i anar jugant partits on solament maneges al teu jugador tota la seua carrera fins al seu retir.
Lliga Màster: és el tercer mode de la llista en com podràs crear el teu equip i també podràs comprar jugadors per a guanyar tots els partits.

## Equips i Lligues llicenciades

### Lligues
El nou Pro Evolution Soccer conté les lligues següents, amb tots els equips llicenciats:
| - Serie A¹ - Ligue 1 - Eredivisie | - Premier League² - Lliga BBVA³ - UEFA Champions League |

Referències:
¹: Sense llicència de la lliga, però si de tots els clubs d'aquesta.
²: Només dos clubs llicenciats.
³: Hi ha set clubs llicenciats, onze si s'actualitza el joc.

### Clubs
PES 2009 inclou els següents equips llicenciats:
Lligues:
| - Liverpool FC - Manchester United FC - Athletic Club - Atlètic de Madrid (Actualitzant el joc) - Deportivo de La Coruña - FC Barcelona | - R.C.D. Espanyol - R.C.D. Mallorca - Reial Madrid - Real Racing Club (Actualitzant el joc) - Reial Valladolid (Actualitzant el joc) - Sevilla F.C. (Actualitzant el joc) - Vila-real CF |

Altres Lligues:
| - River Plate - Boca Juniors - RSC Anderlecht - Club Brugge - Standard Liège - Internacional - Dinamo Zagreb - Brøndby - Copenhague - Celtic de Glasgow - Glasgow Rangers - Helsingin Jalkapalloklubi | - AEK Athenes - Olympiakos FC - Panathinaikos FC - Rosenborg BK - Wisła Kraków - Lech Poznań - Sporting Lisboa - Benfica - FC Porto - Slavia Praga - CFR Cluj - Steaua Bucareşti | - Spartak Moscow - Zenit Sant Petersburg - Estrella Roja de Belgrad - AIK Solna - Hammarby - Göteborg - Basel - Beşiktaş - Fenerbahçe SK - Galatasaray - Dynamo Kyiv - Shakhtar Donetsk |